# Myrtopsis
Myrtopsis es un género con nueve especies de plantas de flores perteneciente a la familia Rutaceae. 

## Especies seleccionadas
- Myrtopsis calophylla
- Myrtopsis corymbosa
- Myrtopsis deplanchei
- Myrtopsis macrocarpa
- Myrtopsis malangensis
- Myrtopsis myrtoidea
- Myrtopsis novae-caledoniae
- Myrtopsis pomaderridifolia
- Myrtopsis sellingii